# Parlatoria pseudaspidiotus
Parlatoria pseudaspidiotus är en insektsart som beskrevs av Karl Hermann Leonhard Lindinger 1905. Parlatoria pseudaspidiotus ingår i släktet Parlatoria och familjen pansarsköldlöss. Inga underarter finns listade i Catalogue of Life.